# Mecosaspis odzalensis
Mecosaspis odzalensis là một loài bọ cánh cứng trong họ Cerambycidae.